# Li Lingwei (bádminton)
Li Lingwei (en chino: 李玲蔚; Zhejiang, 4 de enero de 1964) es una deportista china que compitió en bádminton, en las modalidades individual y de dobles.
Ganó seis medallas en el Campeonato Mundial de Bádminton entre los años 1983 y 1989.

## Palmarés internacional
| Campeonato Mundial | Campeonato Mundial     | Campeonato Mundial | Campeonato Mundial |
| Año                | Lugar                  | Medalla            | Prueba             |
| ------------------ | ---------------------- | ------------------ | ------------------ |
| 1983               | Copenhague (Dinamarca) | Medalla de oro     | Individual         |
| 1985               | Calgary (Canadá)       | Medalla de oro     | Dobles             |
| 1985               | Calgary (Canadá)       | Medalla de bronce  | Individual         |
| 1987               | Pekín (China)          | Medalla de plata   | Individual         |
| 1987               | Pekín (China)          | Medalla de plata   | Dobles             |
| 1989               | Yakarta (Indonesia)    | Medalla de oro     | Individual         |